# Monopeltis galeata
Espèce
Synonymes
- Phractogonus galeatus Hallowell, 1852
- Monopeltis magnipartitus Peters, 1879
- Lepidosternum galeatum (Hallowell, 1852)
- Lepidosternum dumerilii Strauch, 1881
- Lepidosternum magnipartitum (Peters, 1879)
- Monopeltis unirostralis Mocquard, 1903
- Monopeltis boveei Mocquard, 1903

Monopeltis galeata est une espèce d'amphisbènes de la famille des Amphisbaenidae.

## Répartition
Cette espèce se rencontre :
- au Gabon ;
- sur l'île de Corisco en Guinée équatoriale ;
- au Cameroun.

## Publication originale
- Hallowell, 1854 "1852" : Description of new species of Reptilia from western Africa. Proceedings of the Academy of Natural Sciences of Philadelphia, vol. 6, p. 62-65 (texte intégral).